# Maengsan
Maengsan (Hán Việt: Mạnh Sơn) là một huyện của tỉnh Pyongan Nam tại Cộng hòa Dân chủ Nhân dân Triều Tiên. Huyện giáp với Nyongwon ở phía bắc, với giáp Yodok của tỉnh Hamgyong Nam ở phía đông, với Sinyang ở phía nam, với Tokchon ở phía tây bắc, giáp với Pukchang ở phía tây và tây nam. Năm 2008, dân số toàn huyện Maengsan là 48.155 người (23.071 nam và 25.084 nữ), trong đó, dân cư đô thị là 13.642 người (28,3%) còn dân cư nông thôn là 34 513 người (71,7%).